# United Nations Medal
De United Nations Medal is een onderscheiding van de Verenigde Naties.
De medaille is een aanvulling op de  Medailles voor Vredesmissies van de Verenigde Naties Deze bronzen medaille is gelijk aan de medailles voor de vredesmissies maar ze wordt altijd gedragen aan een hemelsblauw lint met twee witte strepen. De militaire medewerkers en politieagenten  die deelnamen aan:  
- De UNITED NATIONS TRUCE SUPERVISION ORGANIZATION

- De UNITED NATIONS OBSERVER GROUP IN LEBANON

- De UNITED NATIONS OBSERVER MISSION IN SOUTH AFRICA

- De UNITED NATIONS OPERATION IN BURUNDI

- De UNITED NATIONS CAMBODIAN MINE ACTION CENTRE

- De UNITED NATIONS MOZAMBIQUE ACCELERATED DEMINING PROGRAMME

- De UNITED NATIONS MINE ACTION COORDINATION CENTRE SOUTH LEBANON

Kregen deze onderscheiding uitgereikt.
- De UNGOMAP Medaille, voor medewerkers aan UNGOMAP, de UNITED NATIONS GOOD OFFICES MISSION IN AFGHANISTAN AND PAKISTAN wordt aan dit lint gedragen. Op het lint is dan een brede bronzen gesp aangebracht met de aanduiding "UNGOMAP".

Het lint lijkt sterk op dat van de UNOC Medaille voor de vredesmissie in de Congo maar de afstand tussen de witte strepen en de rand is iets breder. Op de UNOC Medaille is een kleine bronzen gesp met de aanduiding "UNOC" aangebracht.